# Shaunagh Brown
Pour les articles homonymes, voir Brown.

a Compétitions nationales et continentales officielles uniquement.

b Matchs officiels uniquement.
Shaunagh Brown, née le 15 mars 1990, est une joueuse internationale anglaise de rugby à XV évoluant aux postes de pilier et troisième ligne aile.

## Biographie
Shaunagh Brown naît le 15 mars 1990. En 2022, elle évolue en club à Harlequins. Elle compte 27 sélections en équipe d'Angleterre quand elle est retenue en septembre 2022 pour disputer la Coupe du monde en Nouvelle-Zélande sous les couleurs de son pays.